# گائتانو فونتانا
گائتانو فونتانا (انگلیسی: Gaetano Fontana؛ زادهٔ ۲۱ فوریهٔ ۱۹۷۰) بازیکن فوتبال اهل ایتالیا است.
از باشگاه‌هایی که در آن بازی کرده‌است می‌توان به باشگاه فوتبال رجینا، باشگاه فوتبال فیورنتینا، باشگاه فوتبال آلساندریا، باشگاه فوتبال آسکولی، باشگاه فوتبال پادوا، باشگاه فوتبال یووه استابیا، و باشگاه فوتبال ناپولی اشاره کرد.